# Shine a Light (film)
Shine a light är en konsertfilm av Martin Scorsese som spelades in under Rolling Stones A Bigger Bang-turnén 2006 på Beacon Theatre i New York. Filmen utgavs 2008.

## Innehåll
1. Jumpin' Jack Flash
2. Shattered
3. She Was Hot
4. All Down the Line
5. Loving Cup - Jack White medverkar
6. As Tears Go By
7. Some Girls
8. Just My Imagination
9. Far Away Eyes
10. Champagne & Reefer - Buddy Guy medverkar
11. Tumbling Dice
12. Presentation av band
13. You Got the Silver (Keith sjunger)
14. Connection (Keith sjunger)
15. Sympathy for the Devil
16. Live with Me - Christina Aguilera medverkar
17. Start Me Up
18. Brown Sugar
19. (I Can't Get No) Satisfaction

## Medverkande
- Mick Jagger (Sång, gitarr)
- Keith Richards (Gitarr, sång)
- Charlie Watts (Trummor)
- Ronnie Wood (Gitarr)
- Chuck Leavell (Keyboard)
- Darryl Jones (Bas)
- Blondie Chaplin (Bakgrundssång, gitarr)
- Lisa Fischer (Bakgrundssång)
- Bobby Keys (Saxofon)
- Bernard Fowler (Bakgrundssång)
- Michael Davis (Trombon
- Tim Ries (Saxofon)
- Kent Smith (Trombon)

## Gästartister
- Jack White (Sång, Gitarr)
- Buddy Guy (Sång, Gitarr)
- Christina Aguilera (Sång)